# Pontiac Torrent
El Pontiac Torrent fue un crossover de tamaño mediano producido por General Motors desde 2005 hasta 2009. Sucediendo al Pontiac Aztek, fue una variante del Chevrolet Equinox al estar basado en la plataforma Theta. 

## Ediciones especiales

### TorrentPodium Edition
En 2008, Pontiac vendió una edición limitada del Torrent para las Juegos Olímpicos de Invierno de 2010 en Vancouver, Canadá.

## Descontinuación
El último Torrent salió de la línea de montaje el 2 de septiembre de 2009 como resultado del fin de vida de Pontiac en 2010. Originalmente, un SUV Buick llamado Envision que usaba la plataforma Theta iba a ser introducido en 2010 para servir como un reemplazo para el Torrent, pero General Motors decidió reemplazar el Torrent con un SUV de la marca GMC, también basado en la plataforma Theta llamado GMC Terrain. Este salió a la venta en 2009.

## Motores
| Años      | Motor       | Poder           | Torque              |
| --------- | ----------- | --------------- | ------------------- |
| 2006-2009 | 3.4L LNJ V6 | 185hp (138 kW)  | 210 lb·ft (285 N·m) |
| 2008-2009 | 3.6L LY7 V6 | 264 hp (197 kW) | 250 lb·ft (339 N·m) |

## Ventas
| Año   | Ventas (Estados Unidos) |
| ----- | ----------------------- |
| 2005  | 10,303                  |
| 2006  | 43,174                  |
| 2007  | 32,644                  |
| 2008  | 20,625                  |
| 2009  | 9,638                   |
| Total | 116,375                 |

## Galería

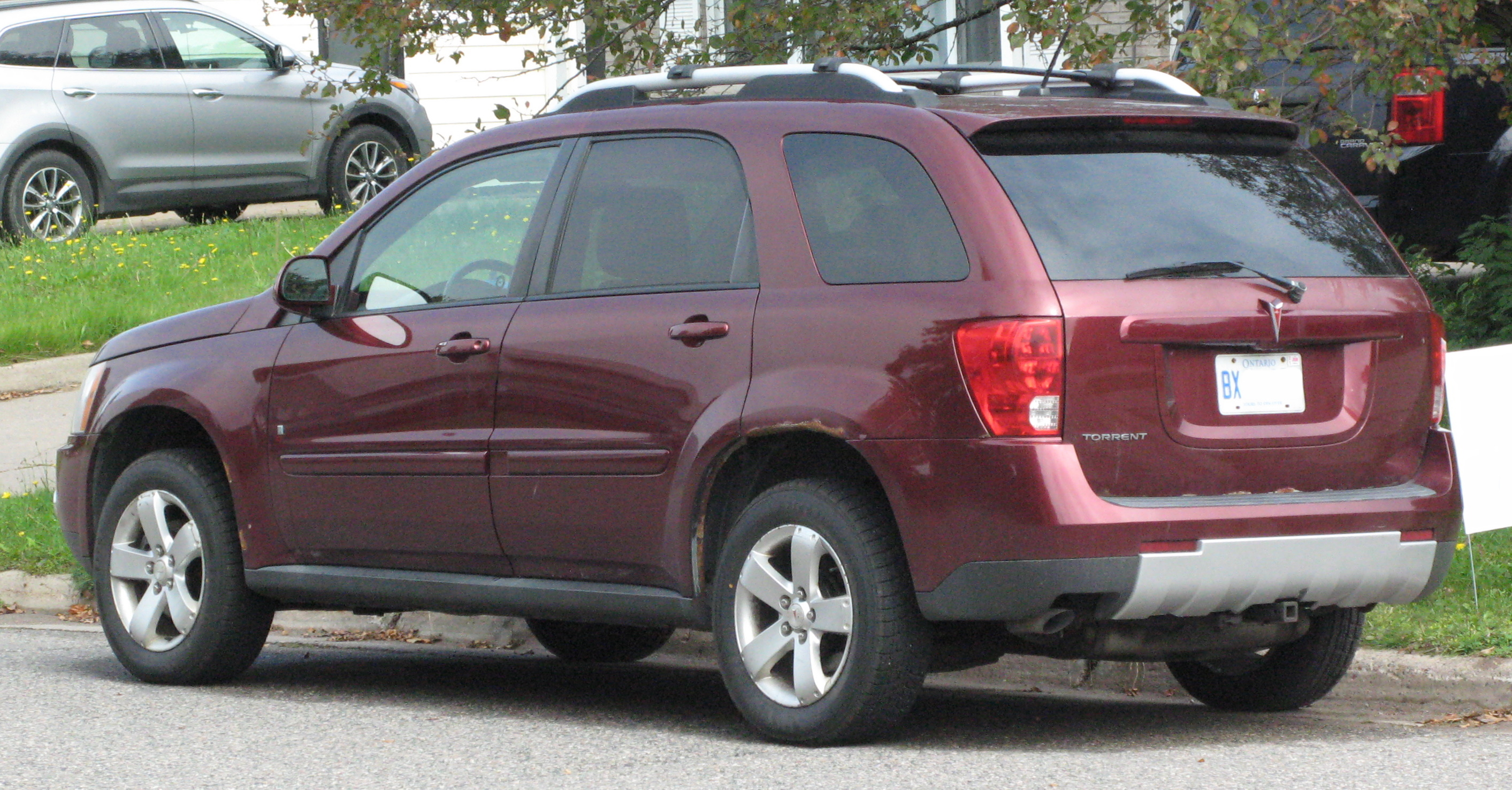
Vista trasera
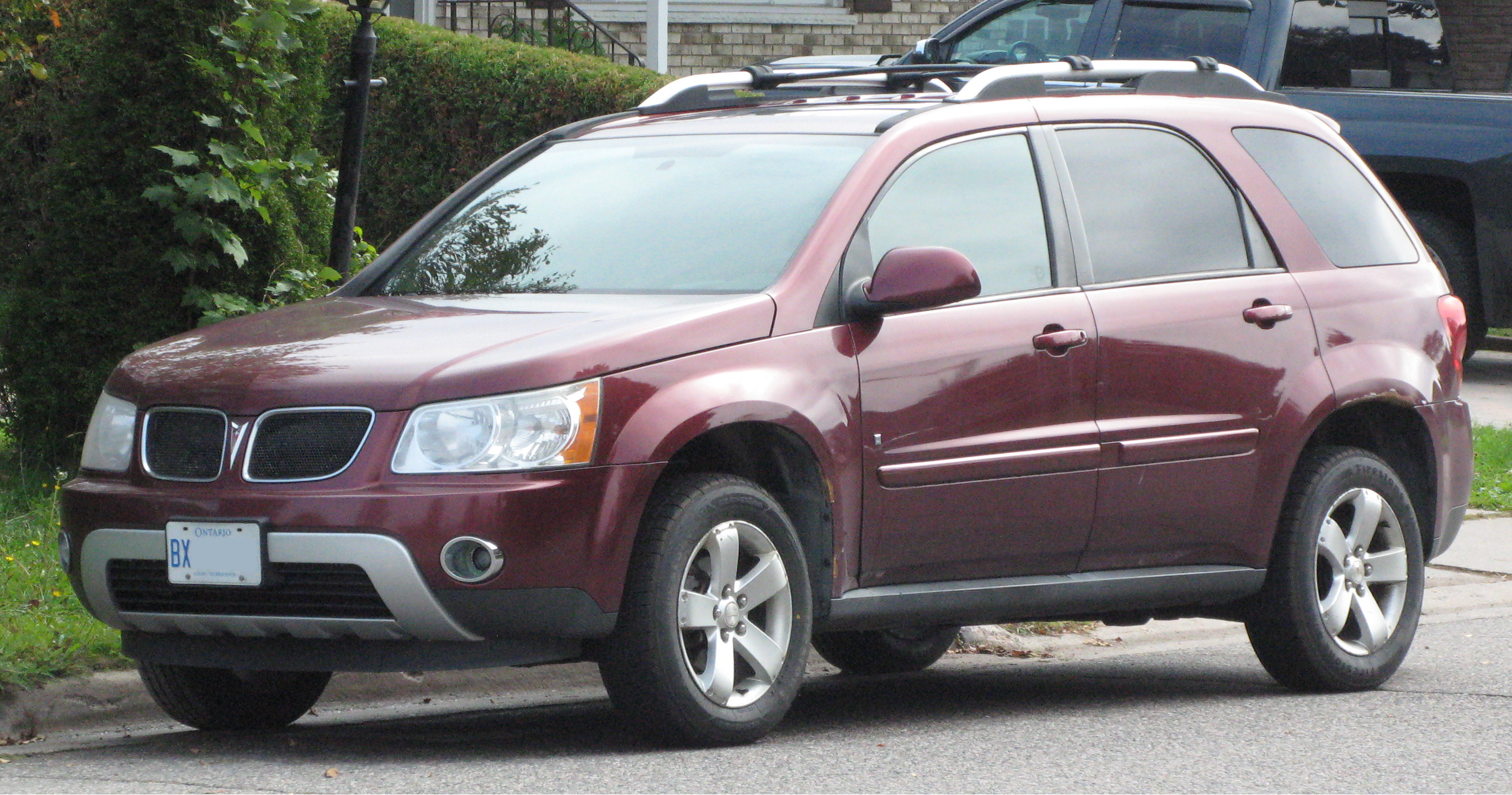
Vista delantera
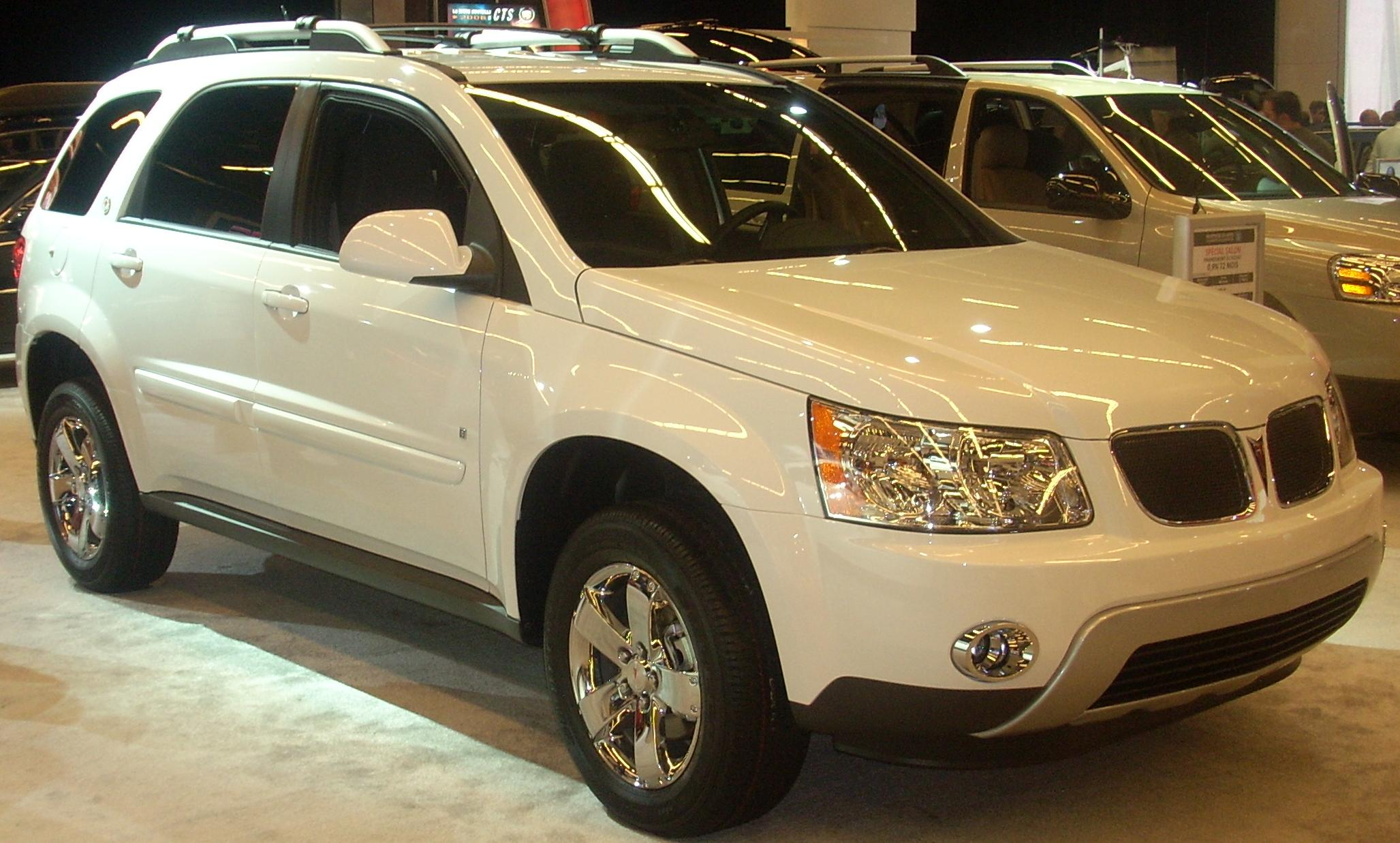
Pontiac Torrent Podium Edition 2008 en el Salón del automóvil de Montreal